# مایکل ای. زیمرمن
مایکل ای. زیمرمن (انگلیسی: Michael E. Zimmerman؛ زادهٔ ۷ ژوئیهٔ ۱۹۴۶) فیلسوف، بوم‌شناس، و استاد دانشگاه است. یک نظریه‌پرداز انتگرال آمریکایی است که علایقش شامل بودیسم، مارتین هایدگر، فریدریش نیچه و کن ویلبر است.